# Antonio Pacinotti

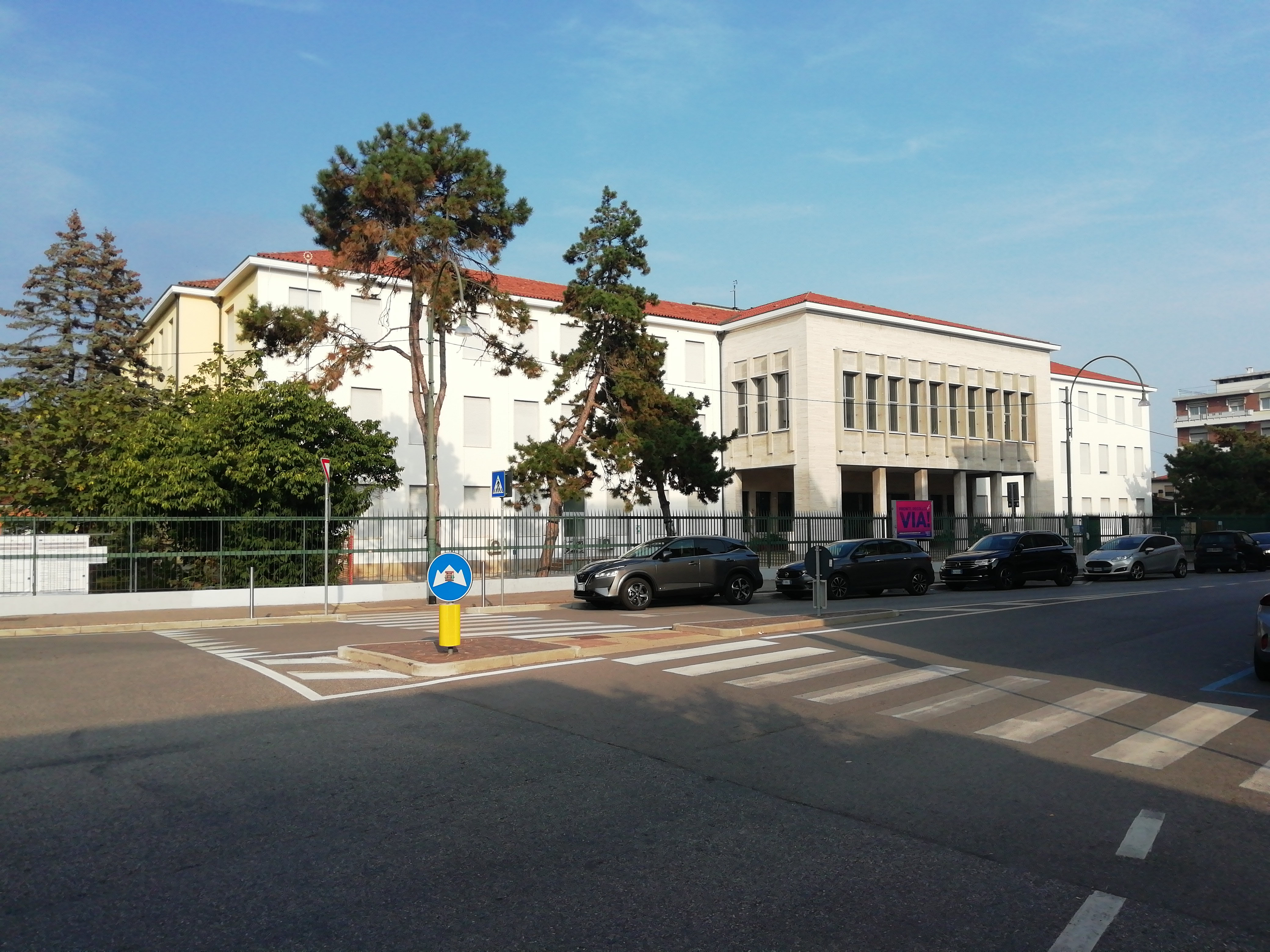
Antonio Pacinotti, im Vordergrund sein Generator mit Ringanker

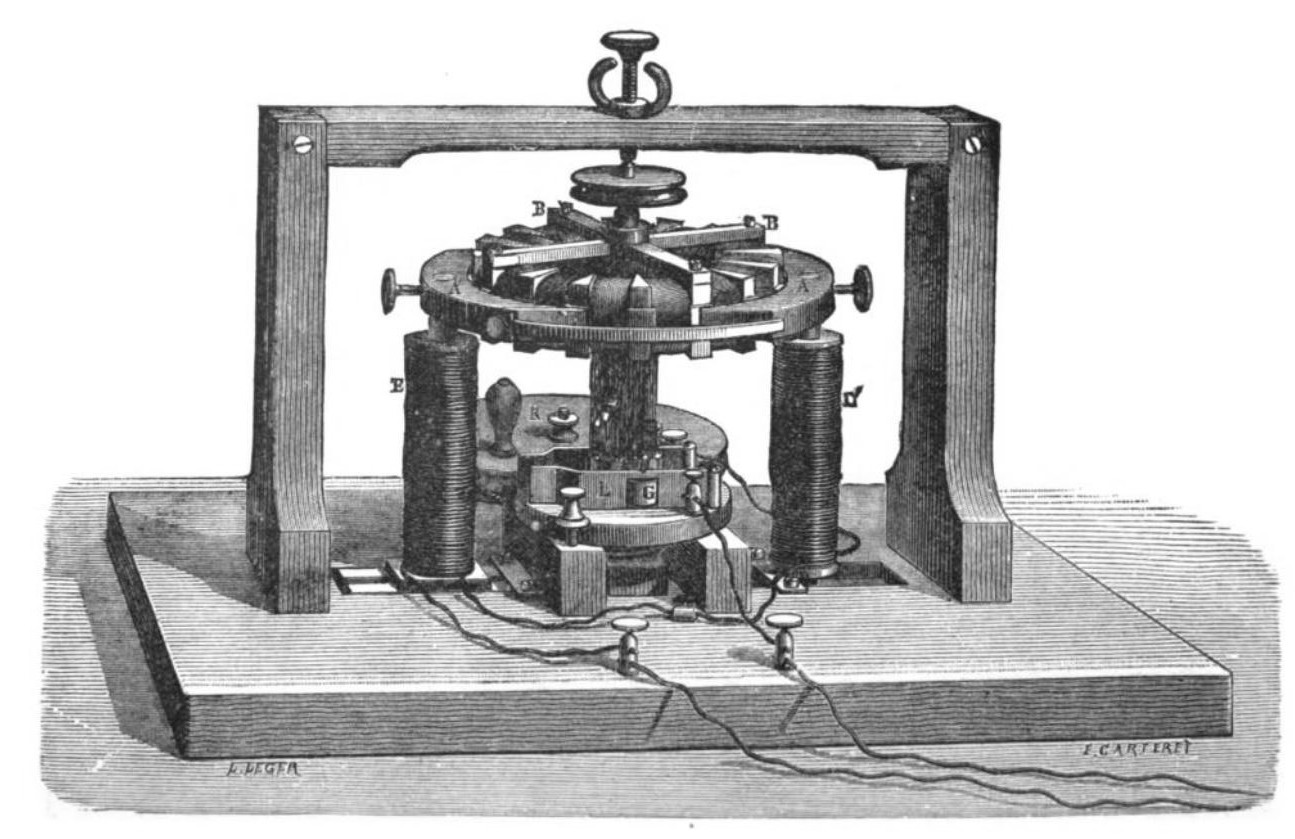
Antonio Pacinotti's Generator mit Ringanker

Antonio Pacinotti (* 17. Juni 1841 in Pisa; † 25. März 1912 ebenda) war ein italienischer Physiker und Professor der Physik in Pisa.
Er studierte an der Universität Pisa bei Riccardo Felici (1819–1902) Physik, insbesondere Elektrizität und Magnetismus, und erlangte 1859 seinen Doktor. 1861 wurde er Assistent am physikalischen Laboratorium der Universität Pisa und, nachdem er einige Jahre Lehrer in Bologna gewesen war, 1873 Ordinarius für Experimentalphysik an der Universität Cagliari. 1882 konnte er als Professor für Physik an die Universität Pisa zurückkehren, an der er bis zu seinem Tod lehrte.
1860 konstruierte er auf dem Prinzip des Ringankers eine magneto-elektrische Maschine, einen elektrischen Generator, und publizierte seine Arbeit 1865 in der Zeitschrift für Physik. Obgleich er sie auf der internationalen Elektrizitätsausstellung in Paris 1881 und 1884 in Turin ausstellte, wo sie auch prämiert wurde, blieb er damit erfolglos. Sein 1863 konstruiertes Gerät arbeitete sowohl als Generator als auch als Motor; zuvor war diese wechselseitige Austauschbarkeit nicht allgemein anerkannt gewesen.
1871 ersann Zénobe Gramme ebenfalls eine Ringankermaschine, fand dafür Geldgeber, und wird daher als Erfinder gefeiert.
1862 war er einer der Entdecker des Kometen Swift-Tuttle.
1881 wurde Pacinotti zum Ritter der Ehrenlegion ernannt. 1898 wurde er Vollmitglied der Accademia dei Lincei, der er seit 1883 als korrespondierendes Mitglied angehörte. Seit 1886 gehörte er auch der Società Italiana delle scienze, detta dei Xl an, in die er gleichzeitig mit Robert Wilhelm Bunsen gewählt wurde. 1905 wurde er zum Senator ernannt und 1911 Präsident der italienischen elektrotechnischen Gesellschaft.